# Obereopsis flavipes
Obereopsis flavipes là một loài bọ cánh cứng trong họ Cerambycidae.